# (38638) 2000 NZ8
2000 NZ8 (asteroide 38638) é um asteroide da cintura principal. Possui uma excentricidade de 0.19959600 e uma inclinação de 2.97787º.
Este asteroide foi descoberto no dia 7 de julho de 2000 por LINEAR em Socorro.